# Ulli Sima

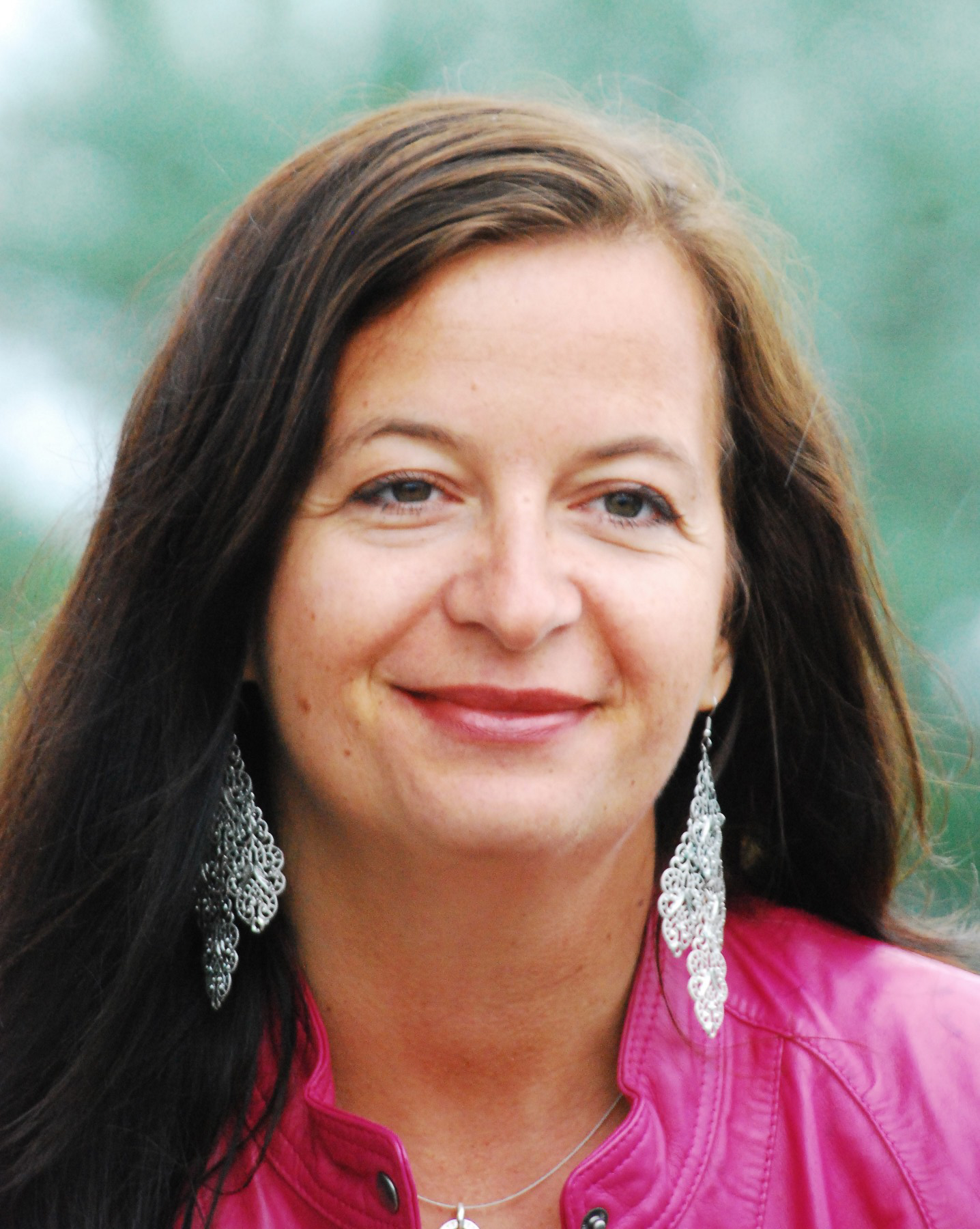
Ulli Sima, 2012

Ulrike „Ulli“ Sima (* 3. August 1968 in Klagenfurt) ist eine österreichische Politikerin (SPÖ). Sie ist seit 2004 Stadträtin in der Wiener Landesregierung. 
Sima war von 1995 bis 1999 führende Mitarbeiterin der Umweltschutzorganisation Global 2000 und von 1999 bis 2004 Abgeordnete zum Nationalrat. Seit Mitte 2004 ist sie als Umweltstadträtin Mitglied der Wiener Landesregierung und des Stadtsenates von Wien. Seit Herbst 2020 ist sie Stadträtin für Innovation, Stadtplanung und Mobilität.

## Herkunft
Ulli Sima entstammt einer prominenten sozialdemokratischen Politikerfamilie. Ihr Großvater Hans Sima fungierte bei der Errichtung der Zweiten Republik 1945 als Mitbegründer der Sozialdemokratischen Partei (SPÖ) Kärntens und war von 1965 bis 1974 Kärntner Landeshauptmann.

## Leben
Ihre Schullaufbahn begann Sima 1974 an der katholischen Privatschule der Ursulinen in ihrer Geburtsstadt Klagenfurt. Im Herbst 1975 wechselte sie – aufgrund der Berufstätigkeit ihres Vaters – an eine Grundschule in Luxemburg, im Frühjahr 1976 weiter an eine Grundschule im englischen Guildford und im Herbst des Jahres zurück nach Klagenfurt. Ab 1978 war sie Schülerin des Klagenfurter Ingeborg-Bachmann-Gymnasiums.
Im Herbst 1982 übersiedelte Sima zum zweiten Mal nach Luxemburg, wo sie die Europäische Schule besuchte und 1986 ihre Matura ablegte. Danach nahm sie ein Studium der Biochemie an der Universität Wien in Angriff, trat 1988 ins Studium irregulare der Molekularbiologie über und schloss dieses 1994 mit dem Magistergrad ab. Von 1987 bis 1993 engagierte sich Sima in der Österreichischen Hochschülerschaft und kandidierte bei der ÖH-Wahl 1993 als Spitzenkandidatin der Grünen und Alternativen StudentInnen (GRAS).
Nach Abschluss ihres Studiums wurde sie Mitarbeiterin der österreichischen Umweltschutzorganisation Global 2000, wo sie anfangs als Regenwaldreferentin, ab 1995 als Gentechnikexpertin und Leiterin der gegen die landwirtschaftliche Nutzung von Gentechnologie gerichteten Gentechnikkampagne des Vereins arbeitete. In dieser Funktion erarbeitete sie sich gute Beziehungen zur Kronen Zeitung, Österreichs führendem Boulevardblatt, das regelmäßig Tier- und Umweltschutzinitiativen mitträgt und neben der Global-Kampagne gegen das Kraftwerk Lambach auch die Kampagne gegen Gentechnologie publizistisch begleitete.

## Politikerin
Während ihrer Studienzeit begann Simas politische Karriere bei den Grünen. Im Vorfeld der Nationalratswahl 1999 wechselte Sima, die noch 1995 bei den Grünen kandidiert hatte, zur SPÖ. 1999 wurde Sima zur Abgeordneten zum Nationalrat. Im Frühjahr 2000 wurde sie Umweltsprecherin der SPÖ, im Sommer 2002 stellvertretende Vorsitzende der Naturfreunde Österreichs.
Am 1. Juli 2004 wechselte Sima auf Einladung von Bürgermeister Michael Häupl aus der Bundespolitik in den Wiener Stadtsenat und die Wiener Landesregierung, wo sie bis Herbst 2020 als amtsführende Stadträtin für Umwelt tätig war. Ihre Agenden als Umweltsprecherin der SPÖ übergab sie am gleichen Tag an Kai Jan Krainer, einige Wochen später beendete sie auch ihre Tätigkeit für die Naturfreunde.
Seit 2005 engagierte sich Stadträtin Sima bundespolitisch im Kompetenzteam Umwelt der SPÖ. Für den Fall eines durchschlagenden SPÖ-Erfolgs bei den Nationalratswahlen 2006 hielten sie Medien für die nächste Umweltministerin; in der tatsächlich entstandenen SPÖ-ÖVP-Koalitionsregierung verblieben aber die Umweltagenden bei ÖVP-Landwirtschaftsminister Josef Pröll, Sima blieb im Wiener Stadtsenat.
Sima veranlasste, dass der, bis dahin als Naturdenkmal geschützte, Sternwartepark öffentlich zugänglich wurde; hierfür mussten aus Wegsicherungsgründen 50 Bäume gerodet werden.
Mit der Neuauflage der rotgrünen Koalition 2015 führt Sima ein Ressort für technische Infrastruktur/Daseinsvorsorge. Das bedeutet neben den bisherigen Agenden (Wasserwerke, Müllabfuhr, Abwasser) die Wiener Stadtwerke.
Auch Häupls Nachfolger Michael Ludwig im Amt des Wiener Bürgermeisters übernahm sie im Mai 2018 in sein Regierungsteam als Stadträtin. Seit der Wiener Gemeinderatswahl im Herbst 2020 ist Sima Stadträtin für Innovation, Stadtplanung und Mobilität.

## Familie
Ulli Sima ist Mutter zweier Kinder, ihr Sohn wurde 1994, ihre Tochter 2003 geboren. Sima war bis Anfang 2008 mit dem Wiener SPÖ-Klubobmann Christian Oxonitsch verheiratet.

## Themen

### Umweltpolitik
In der Umweltpolitik vertritt Sima Wiens Anspruch, eine Umweltmusterstadt zu sein, zuletzt 2006–2008 mit Aktionen gegen das Wegwerfen von Abfall auf der Straße (mit Kehrforce und Waste Watcher-Truppe) und gegen das Liegenlassen von Hundeexkrementen auf Gehsteigen, in Parkanlagen und auf Kinderspielplätzen (Nimm ein Sackerl für mein Gackerl). Dieser Aktion ging eine größere Hundstrümmerlpetition einer Bürgerinitiative voraus, die der Stadtverwaltung vorwarf, nichts gegen den Hundekot zu unternehmen, obwohl es einschlägige Vorschriften für Hundehalter gebe.
Wiens Umweltpolitik hält in Sachen Wasserreinheit, Abwasserklärung, Mülltrennung, Müllbeseitigung, energiesparendes Bauen, Naturschutz, Dichte des öffentlichen Verkehrsnetzes, Radrouten usw. im internationalen Vergleich sehr gutes Niveau. (Stand 2007)
Bei der wünschenswerten wesentlichen Reduktion des Individualverkehrs und der durch ihn verursachten Feinstaubbelastung kritisierte Greenpeace, die Stadtverwaltung tue zu wenig, um diese Emissionen zu verringern. Die ÖVP vermisst Maßnahmen zur Energieeffizienz. Den Versuch Simas, Tempo 50 auch dort vorzusehen, wo bis dahin im Stadtgebiet schneller gefahren werden durfte, kritisierten ÖVP und FPÖ, die teilweise Rücknahme der Regelung die Grünen.
Im Dezember 2021 wurde Sima von NGOs wie Amnesty International und Greenpeace kritisiert, aufgrund der Aussendung von Klageandrohungen an verschiedene Personen im Zusammenhang mit dem Bau der Wiener Stadtstraße. Sie selbst bezeichnete das Vorgehen der Stadt als „zurückhaltende Maßnahme“, während Amnesty International die Strategie vergleichbar mit der Vorgehensweise im Sudan oder Kosovo nannte.

### Tierschutz
Neben ihrem Engagement gegen Gentechnologie und Kernenergie dokumentieren Simas Presseaussendungen und Debattenbeiträge vor allem Interesse an Klimaschutz und Tierschutz sowie Sympathie für die Tierrechtsbewegung. Sie vertritt nach eigenen Angaben eine „von ethischen und moralischen Grundsätzen“ bestimmte Tierschutzpolitik und war maßgebliche Befürworterin des 2004 beschlossenen Bundestierschutzgesetzes.